# میکروس ایمیج
میکروس ایمیج (به انگلیسی: Mikros Image) یک شرکت فرانسوی است که در زمینه ایجاد جلوه‌های بصری دیجیتال و تولید انیمیشن تخصص دارد. شعبه‌های حاضر در پاریس، لندن، بروکسل، لیژ و مونترال در سال ۲۰۱۵ توسط سندیکای تکنیکالر خریداری شد. این شرکت وظیفه ساخت مجموعه تلویزیونی و انیمیشن گشت پنجه ای را بر عهده داشت.